# Moonlight Mile
Moonlight Mile („Mondscheinmeile“) ist ein US-amerikanischer Kinofilm aus dem Jahr 2002. Regie führte Brad Silberling, neben Jake Gyllenhaal sind die drei Oscar-Preisträger Dustin Hoffman, Susan Sarandon und Holly Hunter zu sehen. Premiere hatte der Film am 9. September 2002 beim Toronto International Film Festival, in die deutschen Kinos kam er am 3. April 2003.

## Handlung
Massachusetts 1973: Kurz vor ihrer Hochzeit wird die junge Diana Floss zufällig Opfer eines Verbrechens. Ein Mann, der in ein Café stürzt, um seine Ehefrau zu erschießen, trifft dabei auch Diana. Seine Ehefrau überlebt, dagegen stirbt Diana. Ihr Verlobter Joe, der nicht aus der Gegend stammt, kommt bei den Schwiegereltern in spe, Ben, einem Grundstücksmakler, und Jojo, einer Schriftstellerin, unter und bewohnt nun Dianas Zimmer.
Während sich Jojo in Sarkasmus badet und an einer Schreibblockade leidet, stürzt sich Ben in die Arbeit, um mit dem Tod der Tochter fertigzuwerden. Was die Eltern nicht wissen: Kurz vor Dianas Tod hatten sich die beiden Verlobten entschieden, getrennte Wege zu gehen; Diana wollte sich mit ihrem Vater in besagtem Café treffen, um ihm das zu beichten. Joe bringt es einfach nicht fertig, Ben und Jojo aufzuklären.
Ben kümmert sich nun um Joe und macht ihn zu seinem Geschäftspartner. Gemeinsam sollen sie versuchen, den Auftrag eines Mannes, der in ihrer Stadt ein riesiges Einkaufszentrum bauen will, an Land zu ziehen, und deswegen alle Geschäfte in einer Häuserreihe aufkaufen, darunter auch die Kneipe „Cal’s Place“, in der die junge Bertie „zur Aushilfe“ arbeitet. Joe war schon ein paar Tage zuvor auf sie getroffen, da sie auch als Postangestellte tätig ist. Sie hatte ihm dabei geholfen, alle Hochzeitseinladungen aus riesigen Postsäcken auszusortieren, da diese nun nicht verschickt werden sollten.
Als sich die beiden näherkommen, gerät Joe in einen Konflikt. Er möchte vermeiden, dass Ben und Jojo davon erfahren. Eines Nachts hält er es nicht länger in Dianas Zimmer aus und trifft sich mit Bertie. Er erzählt ihr von seinem Geheimnis und erfährt dann von ihr, dass ihr Freund Cal, der Besitzer der Kneipe, seit drei Jahren in Vietnam vermisst wird, sie aber noch immer nicht von ihm loskommt.
Wenig später beginnt der Prozess gegen den Mann, der Diana erschossen hat. Die Staatsanwältin Mona Camp drängt darauf, den Mann dingfest zu machen. Da der einzige Tatzeuge nicht zugelassen wird, da er zu betrunken gewesen sei, bittet sie Joe um eine Aussage. Er soll im Gerichtssaal dafür sorgen, dass der Schütze erkennt, welch großen Verlust er Dianas Eltern und ihrem Verlobten zugefügt hat. Joe sagt nur widerwillig zu. Er hat Skrupel, lügen zu müssen und auszusagen, er und Diana seien zum Zeitpunkt ihres Todes noch ein Paar gewesen. Als er schließlich im Zeugenstand sitzt, will er das Versteckspiel nicht weiter mitmachen. Er erzählt, dass er und Diana sich damals getrennt hatten und dass Diana sicher gewollt hätte, dass die Wahrheit ans Licht kommt, sie sei immer ein wahrheitsliebender Mensch gewesen. 
Ungewollt durchbricht Joe damit den Damm, der Ben und Jojo nach dem Tod ihrer Tochter von einem erfüllten Leben abgehalten hatte. Plötzlich können sie loslassen und zugleich Diana so in Erinnerung behalten, wie sie wirklich war. Jojo findet wieder einen „roten Faden“ und überwindet ihre Schreibblockade. Ben erkennt, dass er seine Arbeit im Immobiliengeschäft nur deswegen fortgesetzt hat, um sein Leben genau so wie vor Dianas Tod fortführen zu können. Joe gibt seinen Plan italienisch zu lernen auf und entfernt die Aufkleber mit den italienischen Vokabeln von verschiedenen Gegenständen. Auch Joe und Bertie finden endlich zusammen. Sie verlassen zusammen die Stadt und machen sich auf in ein neues Leben. In der Schlusseinstellung sieht man die beiden an den Dachhimmel von Joes Chevrolet aufschauen, auf dem sich ein Sticker mit dem Wort cielo (italienisch: Himmel) befindet.

## Hintergrund
Der Titel des Spielfilms „Moonlight Mile“ rührt von einem gleichnamigen Lied der Rolling Stones her, das in dem Film neben Titeln von Van Morrison, Bob Dylan und Elton John zu hören ist.
Die Idee zu dem Film hatte Regisseur Silberling aufgrund von eigenen Erfahrungen: Er war mit der Schauspielerin Rebecca Schaeffer zusammen, als diese 1989 von einem Stalker auf offener Straße ermordet wurde.
Das Budget betrug etwa 21 Millionen US-Dollar. Am Startwochenende spielte der Film in den USA etwa 2,3 Millionen Dollar ein. Das Einspielergebnis weltweit betrug insgesamt rund 10 Millionen US-Dollar.
Während der Produktion trug der Film die Arbeitstitel Baby’s in Black und Goodbye Hello. Im Deutschen trägt er auch den erweiterten Titel Moonlight Mile – Eine Familiengeschichte.

## Kritiken
- „Silberling gelang mit ‚Moonlight Mile‘ etwas Großartiges. Er inszenierte eine Tragödie als Komödie, ohne dass das Tragische des Geschehens und seine Folgen für die Trauernden sich in Ulk oder Nonsens auflösen würden.“ (filmstarts.de)

- „Die guten Schauspieler wie Holly Hunter als fiese Staatsanwältin, Susan Sarandon als sarkastische Mutter und Dustin Hoffman als ruheloser Vater können über die Schwächen des Drehbuchs nur bedingt hinwegtrösten (…) Und Jake Gyllenhaal versucht seine tragende Rolle zu füllen, indem er aus naiv runden Kinderaugen die Welt betrachtet. Hier hat der Regisseur seinen Darsteller hängen lassen, denn Jake Gyllenhaal beweist durchaus Talent.“ (filmhai.de)

- Tragikomischer, von autobiografischen Zügen des Regisseurs geprägter Film, der von traurigen Dingen nicht rührselig, sondern mit einem lakonischen, fast humorvollen Ton erzählt. Präzise in seinen Beobachtungen menschlicher Verhaltensweisen, sorgfältig inszeniert und gespielt. (Lexikon des internationalen Films)[3]

## Auszeichnungen
Bei den Las Vegas Film Critics Society Awards erhielt Susan Sarandon 2003 den Sierra Award als Beste Nebendarstellerin für „Moonlight Mile“ und für „Igby“.